# Hifumi Abe
Hifumi Abe (n. 9 august 1997, Kobe, Japonia) este un judocan ce a reprezentat Japonia, medaliat olimpic. A participat la o ediție a Jocurilor Olimpice (2020) în care a câștigat o medalie de aur.